# Radu Negru
Radu Negru (Radu Černý, také Rudolf Černý, Radu(l) Negru, Radu(l) Vodă, Voivode Radu, Negru Vodă, Vévoda Radu, žil patrně ve 13. století) byl legendární první vládce Valašska.

## Život
Podle rumunských tradic se jeho jméno spojuje se založením Valašského knížectví okolo roku 1290. Legendy tvrdí, že v roce 1289 Uhersko přimělo šlechtice a lidi z vyšších vrstev obyvatelstva stát se členy římskokatolické církve, a toto privilegium způsobilo vznik práva rumunských vladařů na založení nových státních útvarů. Podle této legendy Radu Negru - poté, co kolem roku 1290 přešel přes jižní Karpaty - vstoupil na území toho, co se dnes jmenuje Valašsko, prvním hlavním městem byl patrně Câmpulung, kde založil katedrálu a klášter. Podle mnoha historiků existují historické sepětí mezi tímto panovníkem a germánskými kmeny, které obývaly oblast jižního Sedmihradska v Uhersku.
Poprvé je nicméně písemně zmíněn v kronikách rodu Cantacuzino v 17. století. Tyto poznatky zároveň dokumentují i rozsáhlou stavbu chrámů v úspěšných hlavních městech Valašského knížectví - Câmpulung a Curtea de Argeş. Jméno Radu souvisí se slovanským slovem "radost", dodnes patří k nejpopulárnějším rumunským jménům.